# Теневой кабинет Джереми Корбина

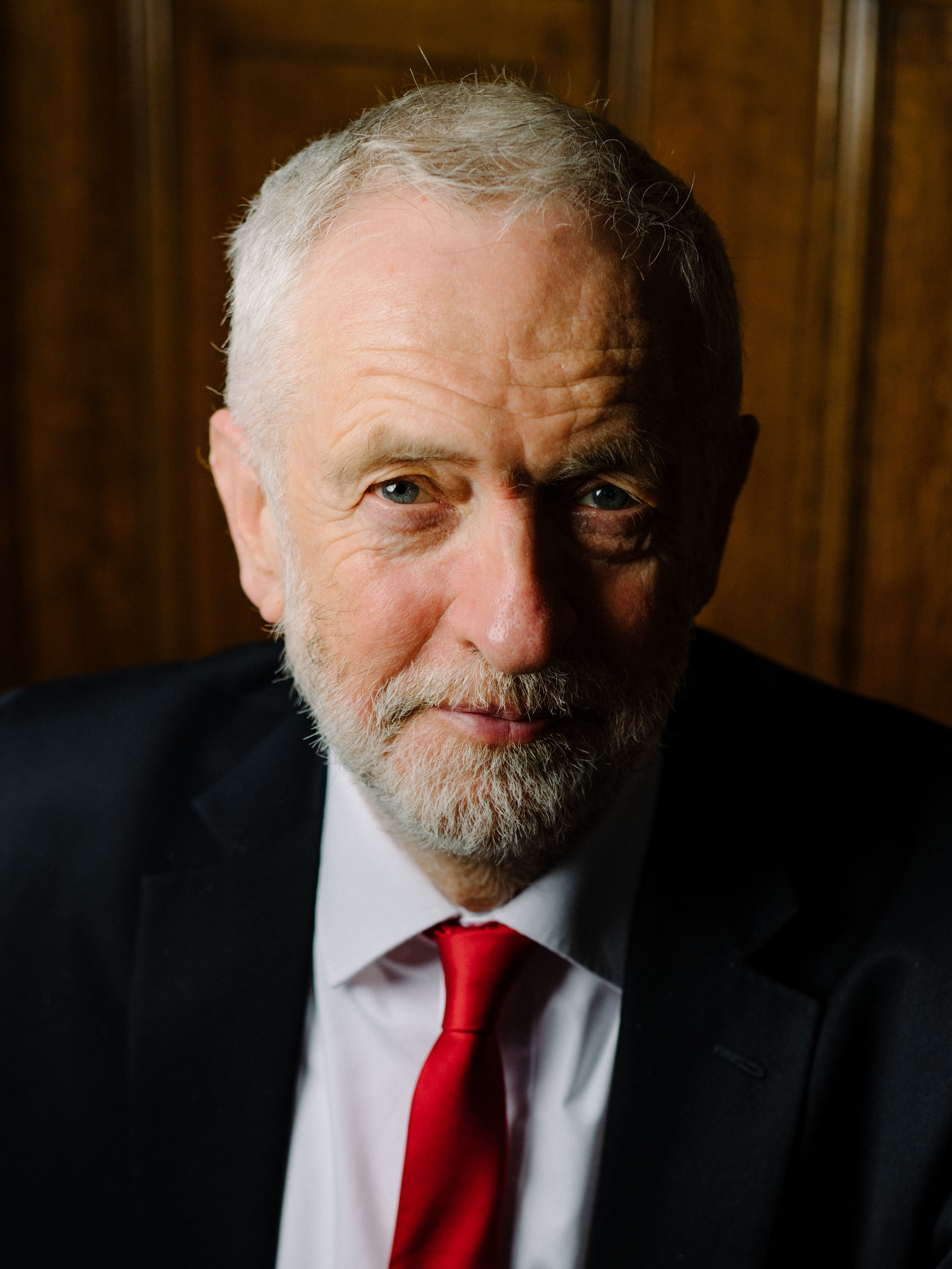
Портрет Джереми Корбина в 2019 году.

Теневой кабинет Джереми Корбина (англ. Shadow Cabinet of Jeremy Corbyn) — оппозиционное теневое правительство Лейбористской партии Великобритании, сформированное после поражения партии на выборах 7 мая 2015 года её новым лидером Джереми Корбином (предшествующее ему лейбористское теневое правительство возглавлял Эд Милибэнд).
5 апреля 2020 года новый лидер лейбористов Кир Стармер сформировал свой теневой кабинет.

## История
15 сентября 2015 года Корбин завершил формирование своего теневого кабинета.
6 января 2016 года Корбин произвёл в кабинете несколько перестановок.
11 января 2016 года ушла в отставку теневой генеральный атторней Англии и Уэльса Кэтрин Маккиннел. В официальном письме на имя Джереми Корбина она объяснила своё решение семейными обстоятельствами, но известны также её критические высказывания относительно политического курса партии. На её место был назначен Карл Тёрнер.
27 июня 2016 года после серии отставок в кабинете, вызванных недовольством политикой лидера лейбористов на фоне итогов референдума о выходе Великобритании из Евросоюза и призывов к отставке Корбина, он объявил о новых назначениях.
5 июля 2016 года Корбин обнародовал новый полный список своего теневого кабинета.
7 октября 2016 года Корбин огласил список теневого кабинета после ряда перестановок и замещения вакансий (в частности, Дайан Эббот заменила Энди Бёрнэма в кресле теневого министра внутренних дел, Шами Чакрабарти назначена генеральным прокурором Англии и Уэльса, Кир Стармер — теневым министром выхода из Евросоюза, на место Рози Винтертон в должности главного парламентского организатора в Палате общин пришёл опытный Ник Браун).
27 января 2017 года теневой министр по делам Уэльса Джо Стивенс ушла в отставку в знак протеста против требования Корбина к парламентариям голосовать в Палате общин за выход Великобритании из Евросоюза.
9 февраля 2017 года Корбин назначил новым теневым министром по делам Уэльса члена Палаты общин от избирательного округа Нит в Западном Гламоргане Кристину Риз и новым теневым главным секретарём Казначейства — Питера Дауда.
7 июня 2017 года теневой министр внутренних дел Дайан Эббот по состоянию здоровья временно отошла от исполнения своих обязанностей, и несколько дней её заменяла Лин Браун.
14 июня 2017 года, после относительного успеха лейбористов на парламентских выборах, позволивших им увеличить представительство в Палате общин и лишить консерваторов абсолютного большинства, Оуэн Смит вернулся в теневой кабинет Корбина на должность теневого министра по делам Северной Ирландии. Эндрю Гуинн, возглавлявший предвыборную кампанию лейбористов, стал теневым министром по делам общин и местного самоуправления. Доун Батлер, вышедшая из кабинета феврале 2017 года в знак протеста против наложенного на парламентариев-лейбористов обязательства голосовать за выход из Евросоюза, назначена теневым министром чёрных и прочих меньшинств.
25 октября 2017 года Корбин назначил Ричарда Корбетта лидером лейбористской фракции в Европарламенте (EPLP) с правом участия в заседаниях теневого кабинета.
6 ноября 2019 года Том Уотсон объявил об отставке по личным причинам со всех своих должностей и отказе от выставления своей кандидатуры на досрочных выборах в декабре 2019 года (с 12 декабря 2019 года его должности вакантны).

## Список
| Должность | Теневой министр                                                               | Период                                          |
| --- | ----------------------------------------------------------------------------- | ----------------------------------------------- |
| Лидер оппозиции Её Величества | Джереми Корбин, лидер Лейбористской партии.                                   |                                                 |
| теневой заместитель премьер-министра заместитель руководителя Лейбористской партии                                                 | Том Уотсон                                                                    | до 12 декабря 2019 года                         |
| теневой канцлер казначейства | Джон Макдоннелл                                                               |                                                 |
| теневой министр иностранных дел и по делам Содружества наций Великобритании глава стратегии всеобщих выборов.                      | Хилари Бенн                                                                   | до 27 июня 2016                                 |
| теневой министр иностранных дел и по делам Содружества наций Великобритании глава стратегии всеобщих выборов.                      | Эмили Торнберри                                                               | с 27 июня 2016                                  |
| теневой министр внутренних дел Великобритании                                                                                      | Эндрю Бёрнэм                                                                  | до 6 октября 2016                               |
| теневой министр внутренних дел Великобритании                                                                                      | Дайан Эббот                                                                   | 7 октября 2016 — 7 июня 2017, с 18 июня 2017    |
| теневой министр внутренних дел Великобритании                                                                                      | Лин Браун                                                                     | 7 — 18 июня 2017                                |
| теневой Лорд-канцлер теневой министр юстиции                                                                                       | Чарльз Фальконер                                                              | до 27 июня 2016                                 |
| теневой Лорд-канцлер теневой министр юстиции                                                                                       | Ричард Бёргон                                                                 | с 27 июня 2016                                  |
| теневой министр здравоохранения | Хейди Александер                                                              | до 27 июня 2016                                 |
| теневой министр здравоохранения | Дайан Эббот                                                                   | 27 июня 2016 — 7 октября 2016                   |
| теневой министр здравоохранения | Джонатан Эшуорт                                                               | с 7 октября 2016                                |
| теневой министр по делам бизнеса, инноваций и ремёсел                                                                              | Анджела Игл                                                                   | до 27 июня 2016                                 |
| теневой министр по делам бизнеса, инноваций и ремёсел                                                                              | Джон Трикетт                                                                  | 1 июля 2016 — 6 октября 2016                    |
| теневой министр по делам бизнеса, энергетики и промышленной стратегии                                                              | Клайв Льюис                                                                   | 6 октября 2016 — 8 февраля 2017                 |
| теневой министр по делам бизнеса, энергетики и промышленной стратегии                                                              | Ребекка Лонг-Бейли                                                            | с 9 февраля 2017                                |
| теневой первый министр | Анджела Игл                                                                   | 13 сентября 2015 — 27 июня 2016                 |
| теневой первый министр | Эмили Торнберри                                                               | с 14 июня 2017                                  |
| теневой министр труда и пенсий | Оуэн Смит                                                                     | до 27 июня 2016                                 |
| теневой министр труда и пенсий | Дебби Абрахамс                                                                | 27 июня 2016 — 8 мая 2018                       |
| теневой министр труда и пенсий | Маргарет Гринвуд                                                              | с 8 мая 2018                                    |
| теневой министр образования | Люси Пауэлл                                                                   | до 27 июня 2016                                 |
| теневой министр образования | Пэт Гласс                                                                     | 27-29 июня 2016                                 |
| теневой министр образования | Анджела Рэйнер                                                                | с 1 июля 2016                                   |
| теневой министр обороны | Мария Игл                                                                     | до 6 января 2016                                |
| теневой министр обороны | Эмили Торнберри                                                               | 6 января 2016 — 27 июня 2016                    |
| теневой министр обороны | Клайв Льюис                                                                   | 27 июня 2016 — 6 октября 2016                   |
| теневой министр обороны | Най Гриффит                                                                   | с 6 октября 2016                                |
| Теневой министр выхода из Евросоюза                                                                                                | Эмили Торнберри                                                               | 20 июля 2016 — 7 октября 2016                   |
| Теневой министр выхода из Евросоюза                                                                                                | Кир Стармер                                                                   | с 7 октября 2016                                |
| теневой министр общин и местного самоуправления теневой министр конституционного собрания                                          | Джон Трикетт                                                                  | до 27 июня 2016                                 |
| теневой министр общин и местного самоуправления теневой министр конституционного собрания                                          | Грэм Моррис                                                                   | 27 июня 2016 — 7 октября 2016                   |
| теневой министр общин и местного самоуправления теневой министр конституционного собрания                                          | Тереза Пирс                                                                   | 7 октября 2016 — 2 апреля 2017                  |
| теневой министр общин и местного самоуправления теневой министр конституционного собрания                                          | Роберта Блэкмен-Вудс                                                          | 2 апреля — 14 июня 2017                         |
| теневой министр общин и местного самоуправления теневой министр конституционного собрания                                          | Эндрю Гуинн                                                                   | с 14 июня 2017                                  |
| теневой лорд-председатель Совета                                                                                                   | Джон Трикетт                                                                  | с 27 июня 2016                                  |
| теневой министр энергетики и изменения климата                                                                                     | Лайза Нэнди                                                                   | до 27 июня 2016                                 |
| теневой министр энергетики и изменения климата                                                                                     | Барри Гардинер                                                                | 27 июня 2016 — 8 октября 2016                   |
| теневой лидер Палаты общин | Крис Брайант                                                                  | 13 сентября 2015 — 26 июня 2016                 |
| теневой лидер Палаты общин | Пол Флинн                                                                     | 4 июля 2016 — 6 октября 2016                    |
| теневой лидер Палаты общин | Валери Ваз                                                                    | с 6 октября 2016                                |
| теневой министр цифровизации, культуры, СМИ и спорта                                                                               | Майкл Дагер                                                                   | до 6 января 2016                                |
| теневой министр цифровизации, культуры, СМИ и спорта                                                                               | Мария Игл                                                                     | 6 января 2016 — 27 июня 2016                    |
| теневой министр цифровизации, культуры, СМИ и спорта                                                                               | Келвин Хопкинс                                                                | 27 июня 2016 — 7 октября 2016                   |
| теневой министр цифровизации, культуры, СМИ и спорта                                                                               | Том Уотсон                                                                    | с 7 октября 2016 по 12 декабря 2019             |
| теневой министр транспорта | Лилиан Гринвуд                                                                | до 27 июня 2016                                 |
| теневой министр транспорта | Энди Макдональд                                                               | с 27 июня 2016                                  |
| теневой министр по делам Северной Ирландии                                                                                         | Вернон Коакер                                                                 | 13 сентября 2015 — 26 июня 2016                 |
| теневой министр по делам Северной Ирландии                                                                                         | Дэвид Андерсон                                                                | 26 июня 2016 — 14 июня 2017                     |
| теневой министр по делам Северной Ирландии                                                                                         | Оуэн Смит                                                                     | 14 июня 2017 — 23 марта 2018                    |
| теневой министр по делам Северной Ирландии                                                                                         | Тони Ллойд                                                                    | с 23 марта 2018                                 |
| теневой министр по делам международного развития                                                                                   | Дайан Эббот                                                                   | до 27 июня 2016                                 |
| теневой министр по делам международного развития                                                                                   | Кэйт Осамор                                                                   | с 27 июня 2016                                  |
| теневой министр по делам Шотландии                                                                                                 | Иан Мюррей                                                                    | до 27 июня 2016                                 |
| теневой министр по делам Шотландии                                                                                                 | Дэвид Андерсон                                                                | 1 июля 2016 — 3 мая 2017                        |
| теневой министр по делам Шотландии                                                                                                 | Лесли Лэрд                                                                    | с 3 мая 2017                                    |
| теневой министр по делам Уэльса | Най Гриффит                                                                   | до 27 июня 2016                                 |
| теневой министр по делам Уэльса | Пол Флинн                                                                     | 3 июля 2016 — 7 октября 2016                    |
| теневой министр по делам Уэльса | Джо Стивенс                                                                   | 7 октября 2016 — 27 января 2017                 |
| теневой министр по делам Уэльса | Кристина Риз                                                                  | с 9 февраля 2017                                |
| теневой министр окружающей среды, продовольствия и сельского хозяйства                                                             | Керри Маккарти                                                                | до 27 июня 2016                                 |
| теневой министр окружающей среды, продовольствия и сельского хозяйства                                                             | Рэчел Маскелл                                                                 | 27 июня 2016 — 1 февраля 2017                   |
| теневой министр окружающей среды, продовольствия и сельского хозяйства                                                             | Сью Хэйман                                                                    | с 9 февраля 2017                                |
| лидер Палаты лордов | баронесса Анджела Смит баронесса Базилдон, член Тайного совета Её Величества. |                                                 |
| теневой министр международной торговли                                                                                             | Барри Гардинер                                                                | с 20 июля 2016                                  |
| теневой младший министр жилищного хозяйства и планирования                                                                         | Джон Хили                                                                     | до 27 июня 2016                                 |
| теневой младший министр жилищного хозяйства                                                                                        | Джон Хили                                                                     | с 7 октября 2016                                |
| теневой министр по вопросам женщин и равноправия                                                                                   | Кэйт Грин                                                                     | до 27 июня 2016                                 |
| теневой министр по вопросам женщин и равноправия                                                                                   | Анджела Рэйнер                                                                | 27 июня — 6 октября 2016                        |
| теневой министр по вопросам женщин и равноправия                                                                                   | Сара Чемпион                                                                  | 6 октября 2016 — 16 августа 2017                |
| теневой министр по вопросам женщин и равноправия                                                                                   | Доун Батлер                                                                   | с 31 августа 2017                               |
| теневой министр по вопросам трудовых прав                                                                                          | Лора Пидкок                                                                   | с 10 сентября 2019                              |
| Также имеют право участвовать в заседаниях теневого кабинета                                                                       |                                                                               |                                                 |
| теневой главный секретарь Казначейства                                                                                             | Сима Малхотра                                                                 | до 27 июня 2016                                 |
| теневой главный секретарь Казначейства                                                                                             | Ребекка Лонг-Бейли                                                            | 27 июня 2016 — 9 февраля 2017                   |
| теневой главный секретарь Казначейства                                                                                             | Питер Дауд                                                                    | с 9 февраля 2017                                |
| теневой министр без портфеля | Джонатан Эшуорт                                                               | до 7 октября 2016                               |
| теневой министр без портфеля | Эндрю Гуинн                                                                   | 7 октября 2016 — 14 июня 2017                   |
| теневой министр без портфеля | Иан Лэйвери                                                                   | с 9 февраля 2017                                |
| Координатор общенациональных кампаний, председатель Лейбористской партии                                                           | Иан Лэйвери                                                                   | с 14 июня 2017                                  |
| теневой министр Кабинета | Том Уотсон                                                                    | до 7 октября 2016                               |
| теневой министр Кабинета | Иан Лэйвери                                                                   | 7 октября 2016 — 9 февраля 2017                 |
| теневой министр Кабинета | Джон Трикетт                                                                  | с 9 февраля 2017                                |
| теневой генеральный атторней Англии и Уэльса                                                                                       | Кэтрин Маккиннелл                                                             | до 11 января 2016                               |
| теневой генеральный атторней Англии и Уэльса                                                                                       | Карл Тёрнер                                                                   | 11 января 2016 — 27 июня 2016                   |
| теневой генеральный атторней Англии и Уэльса                                                                                       | вакансия                                                                      | 27 июня 2016 — 6 октября 2016                   |
| теневой генеральный атторней Англии и Уэльса                                                                                       | Шами Чакрабарти                                                               | с 6 октября 2016                                |
| Парламентский организатор в Палате Общин                                                                                           | Рози Винтертон                                                                | до 7 октября 2016                               |
| Парламентский организатор в Палате Общин                                                                                           | Ник Браун                                                                     | с 7 октября 2016                                |
| Парламентский организатор в Палате лордов                                                                                          | Стив Бессам барон Брайтон, член Тайного совета Её Величества.                 |                                                 |
| теневой младший министр психиатрии                                                                                                 | Лучана Бергер                                                                 | до 27 июня 2016                                 |
| теневой младший министр психиатрии                                                                                                 | вакансия                                                                      |                                                 |
| теневой младший министр психиатрии                                                                                                 | Барбара Кили                                                                  | с 7 октября 2016                                |
| Теневой министр различных меньшинств                                                                                               | Доун Батлер                                                                   | 7 октября 2016 — 1 февраля 2017; с 14 июня 2017 |
| теневой министр молодёжи и регистрации избирателей (2015—2016) теневой министр вовлечения избирателей и по делам молодёжи (с 2016) | Глория Де Пьеро                                                               | до 27 июня 2016                                 |
| теневой министр молодёжи и регистрации избирателей (2015—2016) теневой министр вовлечения избирателей и по делам молодёжи (с 2016) | Кэт Смит                                                                      | с 27 июня 2016                                  |
| Лидер лейбористской фракции в Европарламенте (EPLP)                                                                                | Ричард Корбетт                                                                | с 25 октября 2017                               |